# 장승익
장승익(1976년 6월 11일 ~)은 롯데 자이언츠의 전 야구 선수다. 부산고등학교를 졸업했다.

## 같이 보기
- 1995년 롯데 자이언츠 시즌